# 大阿拉瓜
大阿拉瓜是巴西帕拉伊巴州的一个市镇。总面积320.558平方公里，总人口27432人，人口密度85.6人/平方公里。